# Cinq pavillons Fillod
Les cinq pavillons Fillod sont cinq pavillons situés sur le territoire de la commune de Gueugnon dans le département français de Saône-et-Loire et la région Bourgogne-Franche-Comté.

## Historique
Imaginés par Ferdinand Fillod, ils font l'objet d'une inscription au titre des monuments historiques depuis le 28 août 2015.